# Stazione di Manerbio
Stazione di Manerbio vasútállomás Olaszországban, Lombardia régióban, Manerbio településen.

## Vasútvonalak
Az állomást az alábbi vasútvonalak érintik:
- Brescia–Cremona-vasútvonal

## Kapcsolódó állomások
A vasútállomáshoz az alábbi állomások vannak a legközelebb:
- Stazione di Verolanuova (Brescia–Cremona-vasútvonal, dél)
- Stazione di Bagnolo Mella (Brescia–Cremona-vasútvonal, észak)